# Literatura del Musar

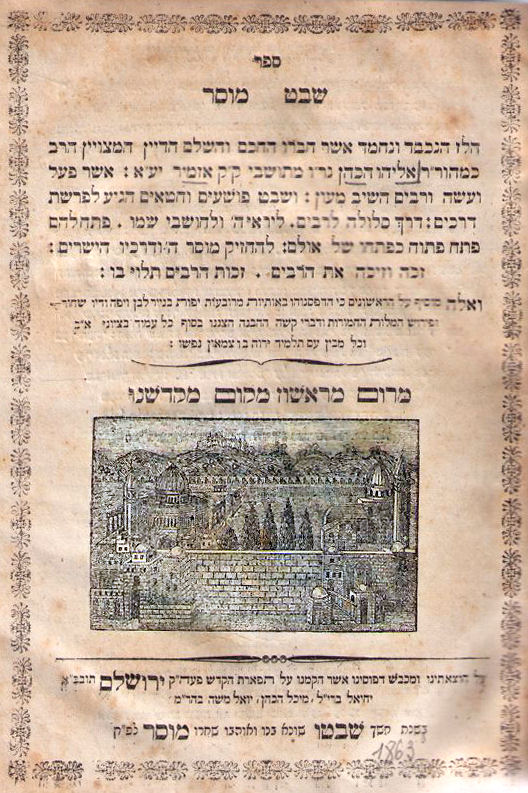
Durante años, el Musar fue un estudio y una práctica personal.

La Literatura del Musar es una corriente espiritual y literaria que ofrece una serie de instrucciones concretas sobre como vivir una vida ética y con sentido. El Musar es una ética basada en la idea que mediante el cultivo de las virtudes interiores, podemos mejorar nosotros mismos. Actualmente, un gran número de personas se sienten atraídas por el estudio y la práctica del Musar, porque esta disciplina les ofrece una oportunidad de transformación personal, mediante una filosofía judía.

## Historia
En el siglo XIX, el Movimiento del Musar se convirtió en una disciplina centrada en la virtud, de manera opuesta a una ética basada tan solo en el cumplimiento de los mandamientos (llamados mitzvot), la práctica de trabajar para refinar el carácter de uno mismo para llegar a ser una persona mejor, sirve también para acercarnos a Dios. Durante años, el Musar fue un estudio y una práctica personal. La literatura del Musar continuó creciente, a medida que los estudiantes de muchas y diferentes comunidades judías, escribían consejos prácticos sobre como llegar a ser mejor persona. Los libros del Musar eran considerados como parte de la literatura judía, en el siglo XIX, el Rabino Yisroel Salanter creó el movimiento moderno del Musar.

## Obras principales
- Emunot ve-Deot (en hebreo: אמונות ודעות), es el nombre de un texto de la filosofía del judaísmo que fue escrito en 933 por Saadia Gaon, este libro es considerado como uno de los primeros intentos de racionalizar la fe judía.[1]

- Chovot HaLevavot (en hebreo: חובות הלבבות) (en español: Los deberes del corazón), es la obra principal del rabino y filósofo judío, Bahya ben Joseph ibn Pakuda. Se cree que el rabino vivió en Zaragoza, Aragón, durante la primera mitad del siglo XI. El libro fue escrito en 1040, con el título "Libro de los deberes del corazón" (en árabe: كتاب الهداية الى فرائض القلوب). La obra fue traducida al idioma hebreo, por Judah ben Saul ibn Tibón, durante los años 1161 y 1180.[2]

- Orchot Tzadikim (en hebreo: אורחות צדיקים) (en español: los caminos de los justos) (1542, Alemania). Este libro fue la obra de un autor anónimo, el libro fue escrito en yidis, y usa una analogía culinaria, para describir la composición espiritual de una persona, llevando a muchos a especular que la obra fue escrita por una mujer.[3]

- Mesilat Yesharim (en hebreo: מסילת ישרים) (en español: el camino de los rectos). El Rabino Moisés Jaim Luzzatto escribió esta obra como una guía explícita para llegar a ser una persona piadosa, que vive por encima de los mínimos requerimientos de la Halajá, la Ley judía. Luzzatto pensaba que había que enseñar a los estudiantes rabínicos, a centrarse más en su conducta personal, y había que dedicar menos tiempo al estudio del Talmud de Babilonia. El libro fue imprimido en Ámsterdam en 1740.[4]

- Jeshbon ha-Nefesh (una contabilidad del alma, 1812, Ucrania). Esta obra fue escrita por el Rabino Menachem Mendel Levin, este libro del Musar, contiene un programa sistemático para la práctica diaria.[5]

- Pele Yoetz (1824, Constantinopla). Este libro es una obra del Rabino Eliezer Papo, y fue estudiado de forma extensiva por una amplia población, formada tanto por las élites, como por la gente normal y corriente. Tiene 391 capítulos, que incluyen varios consejos prácticos relativos en los juramentos, los sueños y al equilibrio de las cosas.[6]

- Ohr Yisrael ( "La Luz de Israel", 1890, Lituania). Este libro es una obra del Rabino Yisroel Salanter, la obra contiene muchas de sus cartas y ensayos. El libro incluye una carta que invita a los estudiantes, a compartir la enseñanza del Musar con otras personas.[7]